# Videojoc de joc de paraules
El videojoc de joc de paraules és l'adaptació informàtica dels jocs de paraules tradicionals, usualment en format on-line per poder competir amb altres jugadors a través de la xarxa. Es distingeixen diverses variants:
- joc de formar paraules a partir de lletres donades (varia el nombre, la disposició i les normes per unir-les), com per exemple Boggle, Chicktionary o Literati (versió de l'Scrabble)
- jocs basats en els passatemps, com sopes de lletres o mots encreuats
- jocs basats a endevinar una paraula, sigui a partir de definicions i pistes (com el Tabú), a partir de categories, lletres (com el Penjat) o altres (Lingo)